# Le Manipulateur (téléfilm)
Pour les articles homonymes, voir Le Manipulateur et Lansky.
Pour plus de détails, voir Fiche technique et Distribution.
Le Manipulateur (Lansky) est un téléfilm américain de John McNaughton sorti en 1999, qui met en scène la vie de Meyer Lansky, en tant que l'un des fondateurs du syndicat du crime aux États-Unis.

## Synopsis
Meyer Lansky est né en 1902. Sa famille fuit les massacres de juifs en Russie et en Pologne. Elle émigre aux États-Unis. Lansky s'initie aux jeux de rue. Face à la rivalité des bandes, il crée la sienne. En quelques années, Lansky devient un personnage central de la mafia américaine, tout en insistant sur l'idée qu'il ne s'intéresse qu'aux distractions. Autour de lui, la mafia sévit, corrompt, tue, profite de la prostitution, organise les trafics d'alcools, de drogue. Lansky vieillissant tente de fuir la justice américaine. Il demande à bénéficier de la loi du retour pour s'installer en Israël. Mais l'État hébreu lui refuse. Arrivé sur le sol américain parce que rejeté des pays où il aura demandé refuge, les charges retenues contre lui n'auraient pas été suffisantes et Lansky meurt en 1983 sans avoir jamais séjourné en prison.

## Fiche technique
- Réalisateur : John McNaughton
- Scénario : Uri Dan, Dennis Eisenberg, Eli Landau, David Mamet
- Musique : George S. Clinton
- Production : Fred C. Caruso
- Distribution : HBO
- Langue : anglais
- genre : Biopic et film de gangsters

## Distribution
- Richard Dreyfuss (VF : Michel Papineschi) : Meyer Lansky
  - Joshua Praw : 8 ans
  - Ryan Merriman : 12-14 ans
  - Max Perlich : 19-28 ans
- Yossi Karmon : Rabbi / Caretaker
- Mosko Alkalai : Jewelry Shopkeeper (crédité Moscu Alcalay)
- Fima Noveck : Hasid in Grodno
- Bernie Hiller : Max Lansky (crédité Bernard Hiller)
- Jill Holden : Yetta Lansky
- Larry Moss : Benjamin Lansky
- Eric Roberts : Ben « Bugsy » Siegel
  - Anthony Medwetz : 11 ans
  - Matthew Settle : 17-26 ans
- Anthony LaPaglia (VF : Emmanuel Curtil) : Charlie « Lucky » Luciano
  - Paul Sincoff : 17-30 ans
- Stanley DeSantis : Arnold Rothstein
- Scott Rabinowitz : Zev Ben-Dov
- Jeff Perry (VF : Thierry Wermuth) : Avocat américain
- Illeana Douglas (VF : Déborah Perret) : Anna Lansky
- Bill Capizzi : Joe 'The Boss' Masseria
- Mickey Knox : le vieil homme au Wolfie's